# La saga delle sirene
La saga delle sirene (人魚シリーズ?, Ningyo Shirīzu), conosciuto anche come Mermaid Saga, è una serie manga dell'autrice giapponese Rumiko Takahashi, basata sul mito di Yao Bikuni. La serie è formata da 3 volumi in totale, Il bosco della sirena, Il segno della sirena e La maschera della sirena scritti tra il 1984 e il 1994. Il primo numero del manga è stato pubblicato in Italia il 1º gennaio 1994 dall'azienda Granata Press che però fallì prima di poter pubblicare gli altri volumi. Star Comics alcuni anni più tardi riportò in auge la serie ripubblicando il primo volume il 1º maggio 1998 e i due successivi inediti il 1º giugno e il 1º luglio dello stesso anno sulla collana Storie di Kappa.
Dai primi due volumi, Il bosco della sirena e Il segno della sirena, furono prodotti due OAV tra il 1991 e il 1993. In seguito 8 delle 9 vicende presenti nei 3 volumi sono state adattate in una serie TV anime nel 2003, attualmente inedita in Italia.

## Trama
Secondo un'antica leggenda giapponese, la carne di sirena è in grado di garantire l'immortalità se mangiata, tuttavia c'è anche una grossa possibilità di perdere la vita o trasformarsi in una creatura dannata, detta anche "essere imperfetto". La saga delle sirene racconta la storia di Yuta, un immortale che è in vita da cinquecento anni e va in giro per il Giappone alla ricerca di una cura che gli consenta di tornare un normale essere umano. In queste ricerche incontra altre persone che hanno avuto a che fare con la carne di sirena.

## Personaggi
Yuta (湧太?, Yūta)
È il protagonista della serie.
Mana (真魚?, Mana)
È la coprotagonista della serie.

## Manga

### Storia
Il manga originale è stato serializzato su Shonen Sunday a partire dal 1984, il primo tankōbon fu Il bosco della sirena (人魚の森?, Ningyo no mori, o Rumic World: Ningyo no Mori), nome derivato dalla terza storia presente all'interno. Il secondo tankobon Il segno della sirena (人魚の傷?, Ningyo no kizu) quando fu pubblicato in Giappone, era privo delle due ultime storie "Lo sguardo della sirena (Yasha no hitomi)" e "La maschera della sirena (Saigo no Kao)" che invece vennero raccolte nel terzo volume dei paesi esteri, tra cui l'Italia; queste storie non furono disponibili ai lettori giapponesi finché la serie non venne ripubblicata in formato shinsoban nel 2003.
La serie non ha un vero e proprio finale, ed in un'intervista del 2009 rilasciata sull'edizione americana del manga di VIZ, l'autrice Rumiko Takahashi, interrogata su questo quesito, ha risposto che non ritiene affatto completa la serie e che un giorno le piacerebbe continuarla.

### Volumi (1988-1992)
Di seguito i titoli dei capitoli de La saga delle sirene. Questa è la prima serie dei volumi pubblicata in Giappone, fermata al 2 nel Sol Levante e arrivata invece completa in Italia e in altri paesi.
| Nº | Titolo italiano Giapponese 「Kanji」 - Rōmaji | Data di prima pubblicazione      | Data di prima pubblicazione |
| Nº | Titolo italiano Giapponese 「Kanji」 - Rōmaji | Giapponese                       | Italiano                    |
| 1  | Il bosco della sirena 「人魚の森」 - Ningyo no Mori | aprile 1988 ISBN 4-09-121854-7   | 1º gennaio 1994             |
| 1  | Capitoli - 1. "Le sirene non ridono mai" (人魚は笑わない?, "Ningyo wa warawanai") (1984) - 2. "Il villaggio del pesce guerriero" (闘魚の里?, "Tōgyo no sato") (1985) - 3. "Il bosco della sirena" (人魚の森?, "Ningyo no Mori") (1987)                                         |                                  |                             |
| 2  | Il segno della sirena 「人魚の傷」 - Ningyo no Kizu | dicembre 1992 ISBN 4-09-121855-5 | 1º giugno 1998              |
| 2  | Capitoli - 4. "Fine di un incubo" (夢の終わり?, "Yume no owari") (1988) - 5. "Il giorno della promessa" (約束の明日?, "Yakusoku no ashita") (1990) - 6. "Il segno della sirena" (人魚の傷?, "Ningyo no Kizu") (1992) - 7. "La principessa Shari" (舎利姫?, "Sharihime") (1992) |                                  |                             |
| 3  | La maschera della sirena 「最後の顔」 - Saigo no Kao – "L'ultima faccia" | (non pubblicato)                 | 1º luglio 1998              |
| 3  | Capitoli - 8. "Lo sguardo della sirena" (夜叉の瞳?, "Yasha no hitomi") (1993) - 9. "La maschera della sirena" (最後の顔?, "Saigo no kao") (1994) |                                  |                             |

### Volumi (2003)
Questa è la seconda pubblicazione in formato più piccolo pubblicata in Giappone nel 2003 e che raccoglie in volume dopo 9 anni gli ultimi due capitoli della serie.
| Nº | Titolo italiano Giapponese 「Kanji」 - Rōmaji | Data di prima pubblicazione      | Data di prima pubblicazione |
| Nº | Titolo italiano Giapponese 「Kanji」 - Rōmaji | Giapponese                       |                             |
| 1  | Il bosco della sirena 「人魚の森」 - Ningyo no Mori | ottobre 2003 ISBN 4-09-127741-1  |                             |
| 1  | Capitoli - 1. "Le sirene non ridono mai" (人魚は笑わない?, "Ningyo wa warawanai") (1984) - 2. "Il villaggio del pesce guerriero" (闘魚の里?, "Tōgyo no sato") (1985) - 3. "Il bosco della sirena" (人魚の森?, "Ningyo no Mori") (1987) |                                  |                             |
| 2  | Il segno della sirena 「人魚の傷」 - Ningyo no Kizu | novembre 2003 ISBN 4-09-127742-X |                             |
| 2  | Capitoli - 4. "Fine di un incubo" (夢の終わり?, "Yume no owari") (1988) - 5. "Il giorno della promessa" (約束の明日?, "Yakusoku no ashita") (1990) - 6. "Il segno della sirena" (人魚の傷?, "Ningyo no Kizu") (1992)                   |                                  |                             |
| 3  | Lo sguardo della sirena 「夜叉の瞳」 - Yasha no Hitomi – "Lo sguardo del demone" | dicembre 2003 ISBN 4-09-127743-8 |                             |
| 3  | Capitoli - 7. "La principessa Shari" (舎利姫?, "Sharihime") (1992) - 8. "Lo sguardo della sirena" (夜叉の瞳?, "Yasha no hitomi") (1993) - 9. "La maschera della sirena" (最後の顔?, "Saigo no kao") (1994)                             |                                  |                             |

## Anime

### OAV (1991-1993)

Scena del primo OAV.

Il primo OAV, Il bosco della sirena, fu prodotto da Pierrot e Victor Entertainment e distribuito in Giappone nell'agosto 1991, mentre il secondo Il segno della sirena venne distribuito nel settembre 1993 e prodotto da Madhouse e Victor Entertainment. Entrambi furono importati velocemente negli Stati Uniti dove presero il titolo Mermaid Forest e Mermaid's Scar, il primo venne distribuito da Central Park Media e fu indicato come uno degli anime del "Rumik World" assieme a Maris The Wondergirl, Fire Tripper (Oltre le fiamme nell'edizione italiana di Granata Press) e Il bersaglio che ride, ed il secondo fu lanciato da VIZ Media.
I due OAV sono stati pubblicati in Italia in VHS, il primo nel 1998 da PolyGram Video con il titolo Mermaid Forest - La foresta delle sirene (con bollino VM18) incluso nel Rumik World assieme a Maris The Wondergirl, doppiato allo studio DEA di Milano, con la direzione di Raffaele Farina e i dialoghi italiani di Enrica Minini, e il secondo Il Segno della Sirena da Dynamic Italia con un diverso cast eseguito a Roma. Nel primo OAV Yuta e Mana hanno rispettivamente le voci di Luigi Rosa e Tina Venturi, mentre nel secondo sono doppiati da Fabrizio Vidale e Alida Milana.

### Serie televisiva (2003)
Nel 2003 la società d'animazione Tokyo Movie Shinsha produsse una serie TV di 13 episodi basati sulle storie brevi di Rumiko Takahashi come parte della serie Rumic Theater con il titolo Takahashi Rumiko Gekijō: Ningyo no mori (高橋留美子劇場 人魚の森? lett. "Il teatro di Rumiko Takahashi: Il bosco della sirena") o più semplicemente Ningyo no mori. La serie è conosciuta anche con il titolo internazionale Rumic Theater: Mermaid Forest.
In questa serie trasmessa su Tv Tokyo, furono animate tutte le vicende dei 3 volumi ad eccezione de "Lo sguardo della sirena". Pur seguendo fedelmente il manga (più della versione OAV), molti aspetti cruenti delle storie furono resi meno violenti, inoltre l'ordine cronologico delle storie è differente. Soltanto undici dei tredici episodi sono stati trasmessi sulla TV giapponese, poiché i due episodi finali (Il segno della sirena parte I e II) erano ritenuti troppo violenti per essere trasmessi in televisione e per tanto furono distribuiti solo per il circuito home video. In America la serie venne pubblicata dall'azienda Geneon.
Questa serie si può definire il sequel dell'anime Rumic Theater terminato pochi mesi prima.

### Episodi serie TV
Non essendovi un'edizione in Italia, i titoli riportati in italiano sono traduzioni letterali degli originali e quindi non ufficiali.
| Nº | Titolo italiano (tradotto) Giapponese 「Kanji」 - Rōmaji | In onda                       | In onda |
| Nº | Titolo italiano (tradotto) Giapponese 「Kanji」 - Rōmaji | Giapponese                    |         |
| 1  | Le sirene non ridono mai 「人魚は笑わない」 - Ningyo wa warawanai | 4 ottobre 2003                |         |
| 1  | In un villaggio di montagna, abitato per metà da giovani ragazze e per metà da anziane, tutte dal volto identico, vi sono tra queste, soltanto due individui differenti; Mana, una ragazza che ha appena compiuto 15 anni ed una vecchia. L'anziana donna si prende cura di Mana tenendola ammanettata a letto. Il segreto che la donna cela, di cui nemmeno Mana è a conoscenza, è che tutte le donne identiche sono sirene e che quelle molto anziane hanno bisogno di magiare giovani donne immortali per riottenere la giovinezza. Dopo che la vecchia ha fatto mangiare la carne di una delle sirene a Mana, Yuta scopre il piano e le racconta tutto. Mentre tentano di fermare la fuga di Yuta e Mana, le donne riprendono le loro sembianze di sirena, non potendo così riprendere quelle umane. La vecchia, che in realtà è un essere umano, lascia andare Yuta e Mana. Yuta spiega a Mana che la vita di un immortale non è così brutta ma che spera ancora di poter tornare ad essere un normale essere umano. |                               |         |
| 2  | Il villaggio del pesce guerriero (prima parte) 「闘魚の里 (前編)」 - Tōgyo no sato (zenpen) | 11 ottobre 2003               |         |
| 2  | In un flashback, Yuta ricorda Rin, la figlia del capo dei pirati dell'isola di Toba, e gli spietati rivali dell'isola Sakagami. Isago, la moglie del capo Sakagami, convince il capo di utilizzare i suoi uomini ad andare a caccia di sirene. Ella assume anche Yuta e alcuni altri mercenari in un porto vicino per la caccia. Su Toba, il padre di Rin è gravemente malato, perciò Rin conduce gli uomini dell'isola ad assaltare le navi di passaggio, chiedendo un decimo del loro carico come pedaggio, senza uccidere nessuno. Yuta, annegato in una violenta tempesta mentre era a caccia di sirena su richiesta di Isago, finisce sull'isola di Toba. Nel momento in cui Rin pone i fiori sulla tomba di Yuta il giorno dopo, egli rinasce. Per un certo periodo, Yuta vive e lavora con gli indigeni di Toba. Un giorno Isago vede Yuta e Rin in porto, sorpresa di vederlo vivo, la donna capisce che è immortale e crede che abbia trovato la carne di sirena che gli aveva ordinato di trovare. Isago, li segue tornando a Toba e accoltella il padre di Rin, affermando che solo la carne Rin sirena può impedirgli di morire; per rappresaglia Rin uccide Isago. |                               |         |
| 3  | Il villaggio del pesce guerriero (seconda parte) 「闘魚の里 (後編)」 - Tōgyo no sato (kōhen) | 18 ottobre 2003               |         |
| 3  | Yuta e Rin prendono una barca da pesca e catturano una sirena per salvare il padre di Rin. Gli isolani Sakagami, che li hanno seguiti per mare, uccidono la sirena e Yuta, portando Rin a Sakagami. Rin vede Isago lì viva e si rende conto che lei è immortale. Isago rivela che lei è stata incinta per tre anni dal suo precedente marito, il quale gli fu ucciso dagli uomini dell'isola Sakagami e che ha bisogno di carne sirena così che possa finalmente partorire. Yuta, risuscitato, arriva a salvare Rin, il capo ed i suoi uomini a turno lottano con Yuta e Rin e mangiano la carne di sirena. Coloro che non muoiono per la carne di sirena, compreso il capo, si trasformano in essere imperfetti. Isago fugge e salta giù da una rupe in mare, così Yuta e Rin pensano che Isago lo ha fatto per disperazione, comunque ella nuota trainata da due pinne in forma di sirena. Su Toba, il padre di Rin si riprende, senza fare uso di carne di sirena. Tornando al presente, Mana chiede a Yuta quanto è esteso l'oceano. |                               |         |
| 4  | Il bosco della sirena (prima parte) 「人魚の森 (前編)」 - Ningyo no mori (zenpen) | 25 ottobre 2003               |         |
| 4  | Un camion colpisce e uccide Mana. Shiina, il vecchio medico che la esamina, dice alla polizia e a Yuta che Mana è sopravvissuta ed è andata via. Shiina prende il suo cadavere per Sawa, una donna anziana, e Towa, una giovane donna con il braccio destro pesantemente fasciato. Mentre si comincia a sostituire il braccio di Towa con quello di Mana, quest'ultima risorge. Yuta si rende conto che Shiina ha mentito e lo segue alla casa di Sawa e Towa, dove la leggenda locale narra di una sirena sepolta nel bosco di famiglia. Towa ha un cane deformato come essere imperfetto che uccide Yuta. Quando quest'ultimo resuscita, Shiina, Sawa e Towa portano Yuta in una cella nel seminterrato. Towa uccide Mana per fare in modo che il dottor Shiina trapianti la sua testa sul corpo di Mana. Sawa racconta a Yuta che lei e Towa sono sorelle gemelle e quando erano giovani, Sawa diede una medicina a Towa composta di sangue di sirena per salvarla da una malattia terminale, facendole ottenere la longevità, ma deformandone il braccio. Il padre di Towa, piuttosto che ammettere che sua figlia era in parte deforme, disse a tutti che Towa era morta e l'aveva confinata nella cella in cantina fino alla sua morte. |                               |         |
| 5  | Il bosco della sirena (seconda parte) 「人魚の森 (後編)」 - Ningyo no mori (kōhen) | 1º novembre 2003              |         |
| 5  | Towa dice a Sawa (inorridita dai piani della sorella) che se le rivela la posizione della sirena sepolta, non ucciderà Mana. Mana torna in vita mentre loro si avvicinano alla tomba della sirena. Yuta arriva alla tomba e dice a Towa che mangiare carne di sirena potrebbe solo completare la sua trasformazione in un essere imperfetto, aggiunte inoltre che essere immortale lo ha reso un uomo solo, prima di incontrare Mana. Towa risponde che diventare immortale o trasformarsi non fa alcuna differenza e forza Sawaa a mangiare un pezzo di carne di sirena, spiegando che Sawa anellava all'immortalità, ma che avendo troppa paura di provare la carne su se stessa, decise di sperimentarla su Towa, sua gemella biologica. Poi, mentre Towa aveva vissuto in isolamento, Sawa invece aveva vissuto una vita piena. Towa vuole che Sawa divenga immortale, rimanendo intrappolata nel corpo di una vecchia o nel corpo di un mostro, tuttavia Sawa muore per via di un attacco di cuore, negando a Towa la sua vendetta. Towa dice agli altri di bruciare la tomba, la casa e tutto ciò che possiedono, compresa Towa. Mentre guardano il fuoco bruciare, Shiina rivela che egli aveva cercato di convincere Towa a fuggire con lui quando era giovane ma ella aveva rifiutato, dicendo che doveva rimanere per ottenere la sua vendetta. Mana chiede a Yuta se per lui è stato difficile rimanere solo. |                               |         |
| 6  | Fine di un incubo 「夢の終わり」 - Yume no owari | 8 novembre 2003               |         |
| 7  | La principessa Shari 「舎利姫」 - Sharihime | 15 novembre 2003              |         |
| 8  | L'ultima faccia (prima parte) 「最後の顔 (前編)」 - Saigo no kao (zenpen) | 29 novembre 2003              |         |
| 9  | L'ultima faccia (seconda parte) 「最後の顔 (後編)」 - Saigo no kao (kōhen) | 6 dicembre 2003               |         |
| 10 | Il giorno della promessa (prima parte) 「約束の明 (前編)」 - Yakusoku no ashita (zenpen) | 13 dicembre 2003              |         |
| 11 | Il giorno della promessa (seconda parte) 「約束の明 (後編)」 - Yakusoku no ashita (kōhen) | 20 dicembre 2003              |         |
| 12 | Il segno della sirena (prima parte) 「人魚の傷 （前編）」 - Ningyo no kizu (zenpen) | 19 maggio 2004 (edizione DVD) |         |
| 13 | Il segno della sirena (seconda parte) 「人魚の傷 （後編）」 - Ningyo no kizu (kōhen) | 19 maggio 2004 (edizione DVD) |         |